# Synagelides zhaoi
Synagelides zhaoi là một loài nhện trong họ Salticidae.
Loài này thuộc chi Synagelides. Synagelides zhaoi được Peng, Li & Jun Chen miêu tả năm 2003.